# أسلحة ما قبل التاريخ

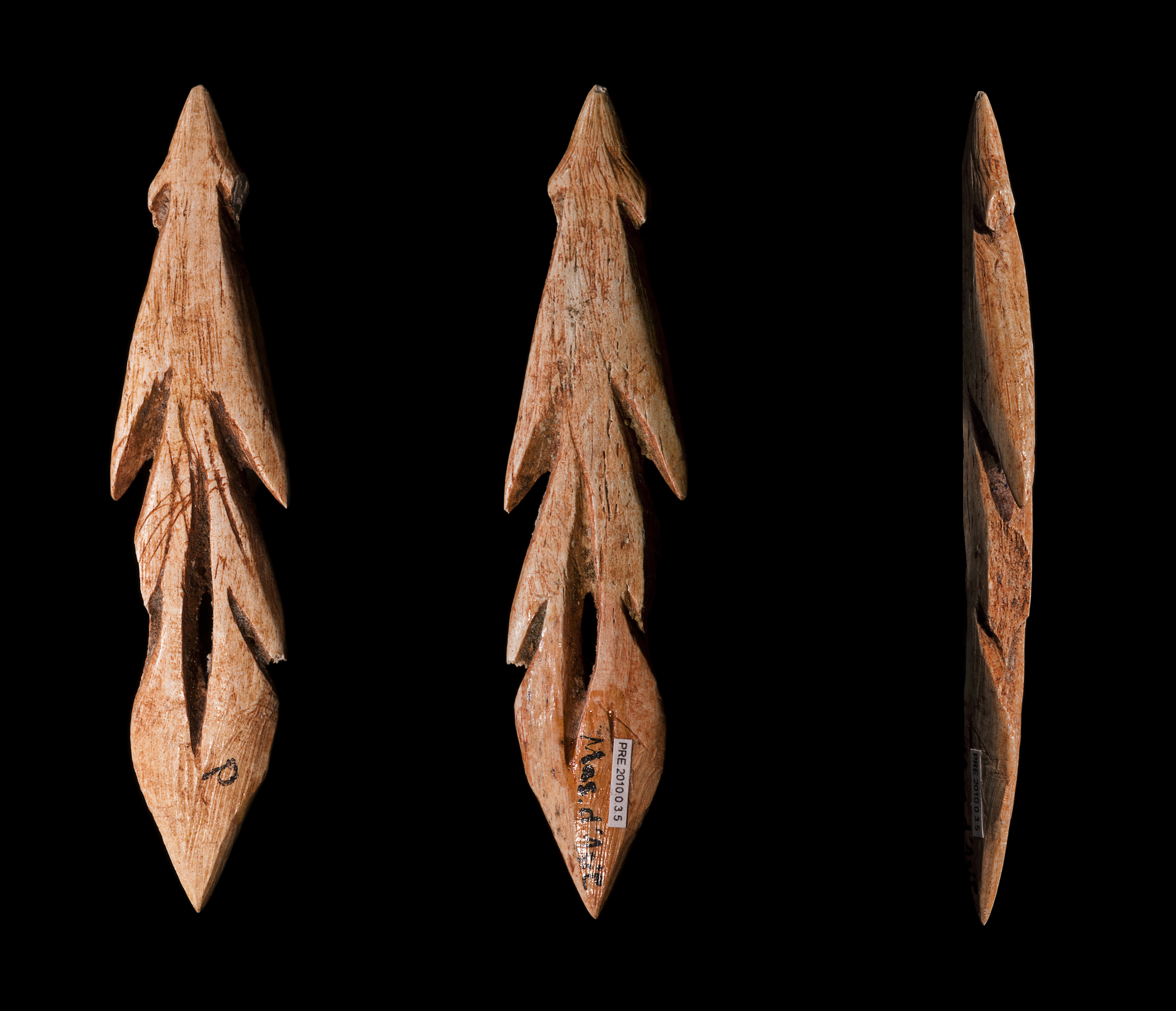
عرض الصورة بك

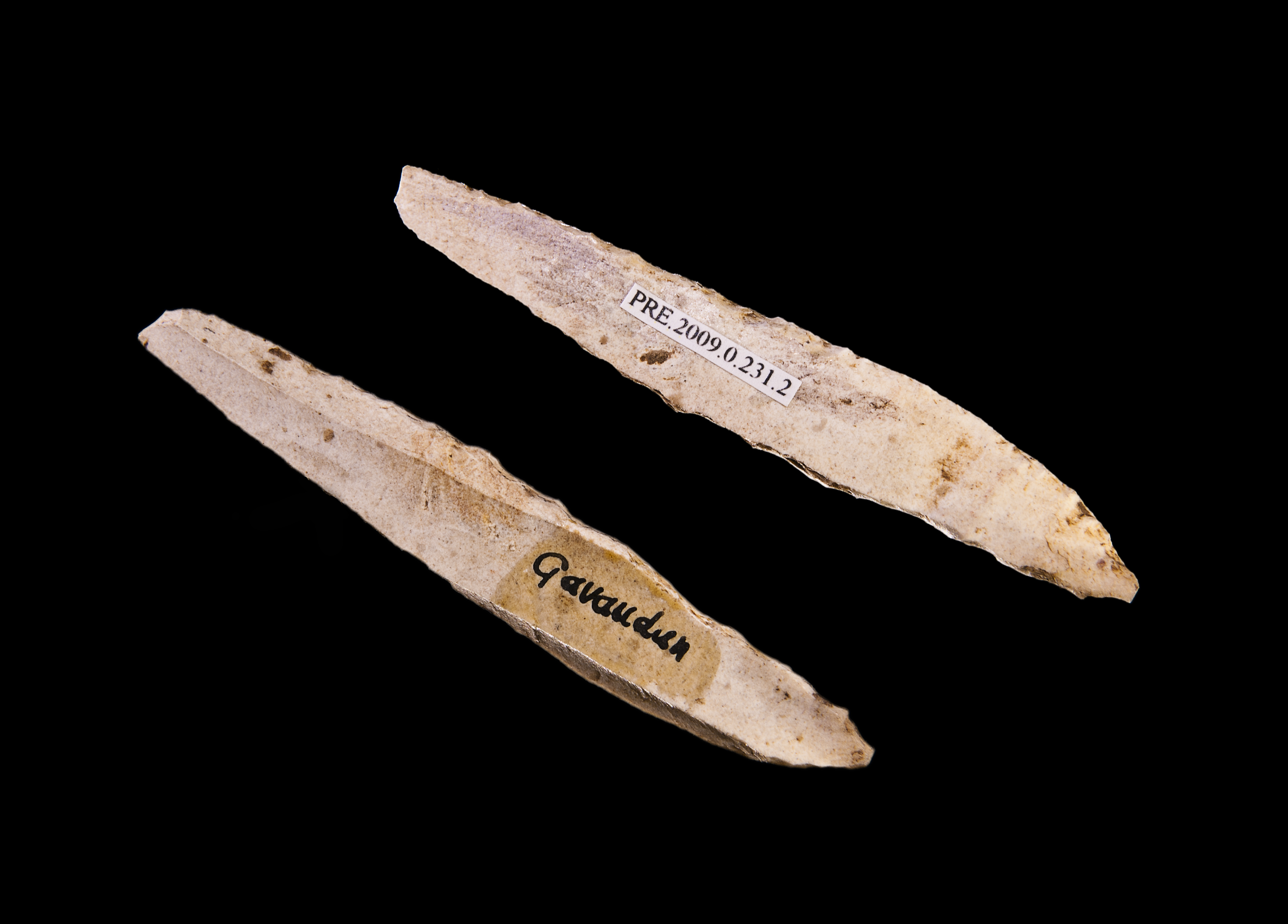

كانت أسلحة ما قبل التاريخ تصنع من حجر الصوان وهو أحد أنواع الاحجار الصلبة وكانت تشكل على شكل سهم كبير وتربط في غصن شجرة على شكل رمح وكانت تستعمل في الصيد والدفاع عن النفس.